# Nicole Malachowski
Nicole Malachowski est une aviatrice américaine membre du Women Airforce Service Pilots et du National Women's Hall of Fame de l'aviation.

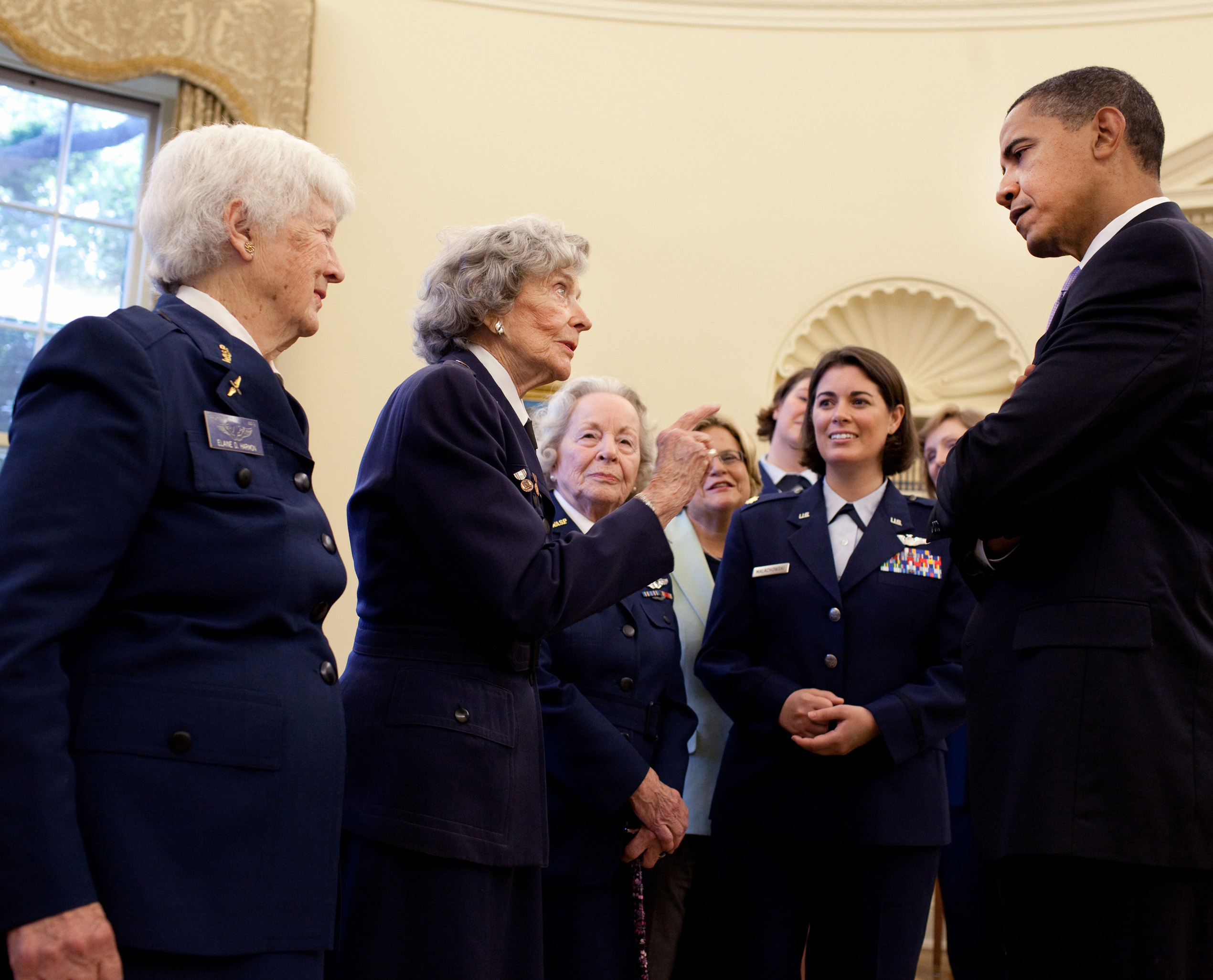
Avec Barak Obama et des femmes pilote du WASPS.

Née le 26 septembre 1974, elle a du prendre sa retraite étant porteuse d'une maladie à tiques. Elle est la première femme qui a fait partie des Thunderbirds.